# Йован Рашкович
Йован Рашкович (на сръбски: Јован Рашковић) е югославски психиатър, академик и политик от сръбски произход, основател на „Сръбската демократическа партия“ в Хърватия (Српске демократске странке, СДС).

## Биография
Йован Рашкович е роден на 5 юли 1929 г. в Книн тогава Югославия, където живее до началото на Втората световна война (1941) г. По-късно следва медицина и електротехника в Загреб, където през 1956 г. завършва медицина. През 1962 г. взема специалност по невропсихиатрия, а през 1975 г. защитава докторска дисертация в Медицинския факултет на Загребския университет.
Йован Рашкович е професор от университетите в Загреб и Любляна и гост преподавател в университетите в Павия, Рим, Хюстън и Лондон. Директор на обща болница и впоследствие медицински център в Шибеник (1959-1962). Ръководител на научноизследователския център към болницата „Св. Сава“ в Белград, член на Сръбска академия на науките и изкуствата, почетен член на Чехословашкото сдружение на психиатрите. В границите на бивша Югославия Йован Рашкович минава за един от най-авторитетните психиатри, автор е на много медицински публикации и няколко монографии.
На 17 февруари 1990 г. става един от основателите и първи председател на „Сръбската демократическа партия“ в Хърватия. Смятан е за ментор на Радован Караджич. Негова дъщеря е доктор Санда Рашкович Ивич, заместник-председател на Демократическата партия на Сърбия.
Йован Рашкович умира на 63 години от инфаркт на 29 юли 1992 г., погребан е в Белград.